# Орлово (Серпецький повіт)
Орлово (пол. Orłowo) — село в Польщі, у гміні Завідз Серпецького повіту Мазовецького воєводства.
У 1975-1998 роках село належало до Плоцького воєводства.